# راه طولانی خانه
راه طولانی خانه (انگلیسی: The Long Way Home) فیلمی در ژانر مستند به کارگردانی مارک جاناتان هریس است که در سال ۱۹۹۷ منتشر شد. این فیلم برنده جایزه اسکار بهترین فیلم مستند شده‌است.